# Martwa Wisła w Toruniu
Martwa Wisła (tzw. Martówka) – starorzecze Wisły w Toruniu, będące odciętym zakolem dawnego nurtu rzeki. Ciągnie się od parku na Bydgoskim Przedmieściu do Portu Zimowego. Jego długość wynosi ok. 650 metrów. Pod koniec lat 90. nad Martwą Wisłą wzniesiono mostek. Został on zniszczony podczas powodzi w 2010 roku, a następnie odrestaurowany w 2013 roku.